# دالاس ويست
دالاس ويست (بالإنجليزية: Dallas West)‏ هو لاعب بلياردو أمريكي ‏ أمريكي، ولد في 1941م.